# Университет Нагасаки

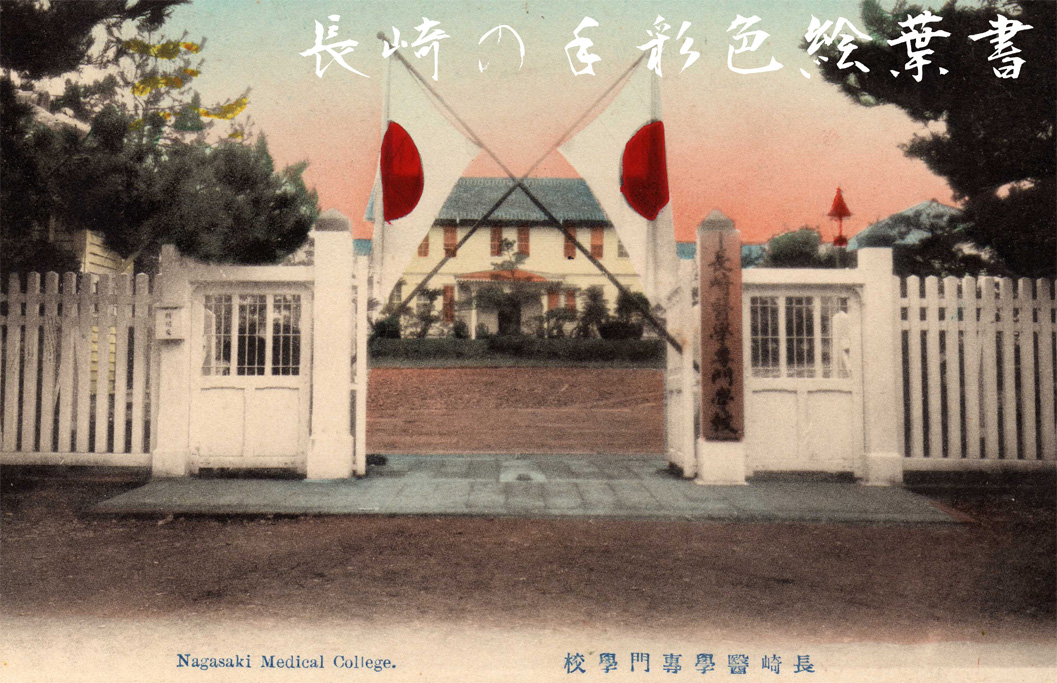
Медицинский колледж Нагасаки в период Мэйдзи

Университет Нагасаки (яп. 長崎大学) — высшее государственное учебное заведение Японии. Сокращённое название — Тодай (яп. 長大). Основной кампус находится в Минато-маки, в городе Нагасаки, в префектуре Нагасаки.

## История
Университет Нагасаки был создан в 1949 году путём слияния нескольких государственных учебных заведений, а именно, Нагасакского медицинского колледжа (включая клинику при колледже и колледж фармакологии), Нагасакского института экономики, Нагасакской средней школы, Нагасакской юношеской средней школы и Нагасакской высшей школы.
Новый главный корпус (Бункё Кампус) был построен на месте бывшего оружейного завода Мицубиси (Обаси).
Самым старым учебным заведение, предшествовавших университету, является Нагасакский медицинский колледж. Он был основан в 12 ноября 1857 году, как Медицинский учебный институт (яп. 医学伝習所) во время сёгуната Токугава. Институт стал одним из первых медицинских учебных заведений в стране устроенных по европейскому образцу. Первым профессором института был голландец, хирург Й. Л. С. Помпе ван Меердерворт, читавший лекции правительственному врачу и 11 его коллегам. В 1861 году при институте была основана клиника, а после Реставрации Мэйдзи институт стал общественной (позднее, государственной) медицинской школой. В 1901 году школа была переименована в Нагасакскую профессиональную медицинскую школу (яп. 長崎医学専門学校), а затем в 1923 году в Нагасакский медицинский колледж (яп. 長崎医科大学).
После вступления Японии во Вторую мировую войну, медицинский колледж основал несколько филиалов для подготовки специалистов необходимых на фронте, такие, как Временный медицинский колледж (1940) и Научно-исследовательский институт восточно-азиатских эндемичных заболеваний (1942, ныне Институт тропической медицины).
9 августа 1945 года колледж был разрушен взрывом атомной бомбы. Он находился всего в 500—700 метрах от эпицентра. Более 800 профессоров, студентов и медицинских работников были убиты. Колледж был перенесён в Омура в сентябре 1945 года, а затем в Исахая в 1946 году. Старый корпус (Сакамото Кампус) была восстановлен в 1950 году, уже после того, как учебное заведение было интегрировано в университет Нагасаки.
Другим известным предшественником университета был Нагасакский колледж экономики, основанный в марте 1905 года, как Нагасакская Коммерческая высшая школы (яп. 長崎高等商業学校). Это был четвёртый государственный коммерческий колледж в Японии, после таких же учебных заведений в Токио (1887), Кобе (1902) и Ямагути (февраль 1905). Школа готовила специалистов в области предпринимательской деятельности и торгово-финансовых связей с Китаем, Кореей и Юго-Восточной Азией. В 1917 году ней были основаны Высшие торговые курсы (годичный курс), для которых в 1919 году было построено новое здание (ныне Кейрин Хол).
В 1944 году школа была переименована в Нагасакский институт экономики (яп. 長崎経済専門学校) . 9 августа 1945 года, несмотря на атомную бомбардировку города, колледжа уцелел, так, как его здания были защищены горой Компира. В его корпусе (Катафути Кампус) сегодня находится факультет экономики университета Нагасаки.

## Факультеты
- педагогический;
- фармацевтический;
- инженерный;
- экологический;
- рыбоводства;
- медицинский;
- стоматологический;
- экономический.

## Аспирантура
- Педагогическая аспирантура.
- Аспирантура экономики.
- Аспирантура науки и техники.
- Аспирантура биомедицины.
- Аспирантура международного развития здравоохранения.

## Научно-исследовательские институты
- Институт тропической медицины.
- Институт болезней атомная бомбы.

## Преподавательский состав
Университет возглавляется ректором, которому помогают 8 вице-президентов на каждом факультете и 2 специальных помощника.
| Ректоры университета Нагасаки |                   |             |                   |                    |
| №                             | На русском        | На японском | Начало полномочий | Конец полномочий   |
| 1                             | Киёси Такасэ      |             | 29 июня 1949      | 5 июня 1952        |
| и. о.                         | Синго Икэда       |             | 6 июня 1952       | 17 ноября 1952     |
| 3                             | Кохэй Кояно       |             | 18 ноября 1952    | 17 ноября 1958     |
| 3                             | Сеиити Китамура   |             | 18 ноября 1958    | 17 ноября 1962     |
| 4                             | Нариюки Идзуми    |             | 18 ноября 1962    | 17 ноября 1966     |
| 5                             | Тосиро Гото       |             | 18 ноября 1966    | 3 апреля 1969      |
| и. о.                         | Митинори Кирихара |             | 4 апреля 1969     | 6 мая 1969         |
| 6                             | Масаюки Накацука  |             | 7 мая 1969        | 31 июля 1974       |
| и. о.                         | Масато Ясуда      |             | 1 августа 1974    | 10 октября 1974    |
| 7                             | Канэсобуро Гусима |             | 11 октября 1974   | 10 октября 1980    |
| 8                             | Хидэо Фукуми      |             | 11 октября 1980   | 10 октября 1984    |
| 9                             | Масато Ясуда      |             | 11 октября 1984   | 10 октября 1988    |
| 10                            | Хидэо Цутияма     |             | 11 октября 1988   | 10 октября 1992    |
| 11                            | Тецуо Ёкояма      |             | 11 октября 1992   | 10 октября 1998    |
| 12                            | Такаёси Икэда     |             | 11 октября 1998   | 10 октября 2002    |
| 13                            | Хироси Сайто      |             | 11 октября 2002   | 10 октября 2008    |
| 14                            | Сигэру Катаминэ   |             | 11 октября 2008   | по настоящее время |

## Известные выпускники
- Такаси Нагаи, врач, общественный деятель.
- Осаму Симомура, химик и океанолог, лауреат Нобелевской премии в области химии за 2008 год.